# Karl Marek (Politiker, 1850)
Karl Marek, auch Karel Marek (* 2. März 1850 in Pátek, Königreich Böhmen; † 15. Oktober 1936 oder 1937 in Holoubkov, Tschechoslowakei) war ein tschechisch-österreichischer Beamter, zuständig für Eisenbahnwesen und Minister für öffentliche Arbeiten im Jahre 1911.

Karl Marek

## Leben

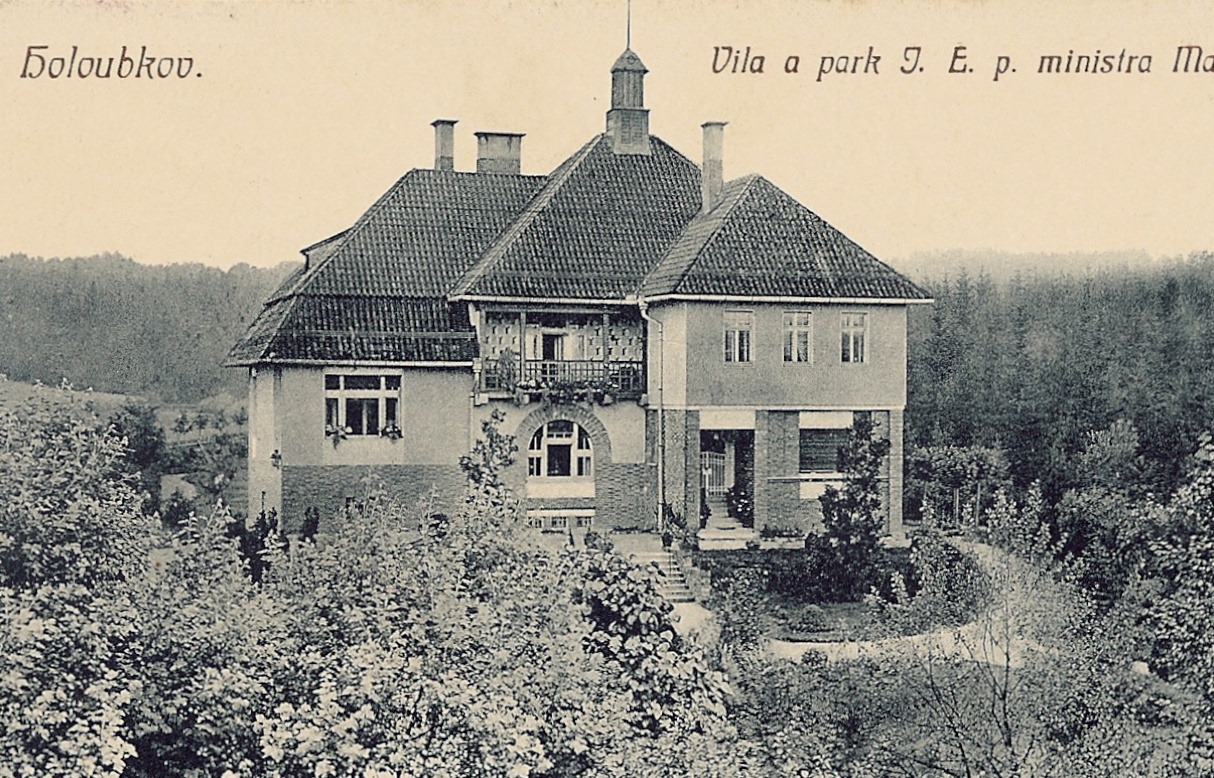
Mareks Villa in Holoubkov, erbaut 1907–10 von Jan Kotěra

Marek, Sohn des tschechischen Gutsbesitzers Karel Marek, absolvierte das Gymnasium in Königgrätz und anschließend Maschinenbau an der tschechischen technischen Hochschule in Prag. Nach Mitarbeit in den Skodawerken in Pilsen, kam er 1880 in die Leitung der Dux-Bodenbacher Eisenbahn-Gesellschaft. Nach deren Verstaatlichung 1884 wechselte Marek in die Direktion der k.k. Staatsbahnen nach Prag, wo er zum Ministerialrat ernannt wurde. Geheimrat Marek vertrat die Staatsbahnen in internationalen Gremien und wurde 1909 zum Sektionschef im k.k. Eisenbahnministerium befördert.
Er heiratete Anna Pecharová, Tochter des Industriellen und Eisenbahndirektors Jan Pechar.
Von 9. Jänner bis 3. November 1911 fungierte Marek als österreichischer Minister für öffentliche Arbeiten in den Kabinetten Bienerth und Gautsch. In seiner Amtszeit war er verantwortlich für die Durchführung des Gesetzes des Wohnungsfürsorgefonds sowie für die Washingtoner Verträge über Markenregistrierung. Alois Czedik schildert ihn als tüchtigen, technisch sehr versierten Eisenbahnbeamten, dem die öffentliche Stellung als Minister allerdings fremd war.